# Oleśniczka
Oleśniczka – wieś w Polsce położona w województwie dolnośląskim, w powiecie wrocławskim, w gminie Długołęka.
W latach 1954–1959 wieś należała i była siedzibą władz gromady Oleśniczka, po jej zniesieniu w gromadzie Brzezia Łąka, następnie w gromadzie Śliwice. W latach 1975–1998 miejscowość administracyjnie należała do województwa wrocławskiego.

## Nazwa
Najstarszy znany zapis dotyczący wsi pochodzi z roku 1204, w którym Henryk Brodaty m.in. zwolnił posiadłości klasztoru NMP na Piasku od daniny na prawie polskim iure polonico zwanej podworowem. Miejscowość została wymieniona w tym łacińskim dokumencie w staropolskiej, zlatynizowanej formie Holesnicha Coseborii czyli Oleśnica Chociebora wymieniając pierwszego właściciela miejscowości.
Pierwotna nazwa wsi pochodzi od staropolskiej nazwy drzewa liściastego - olchy (staropol. Olszyna, Olsza). Do grupy miejscowości na Śląsku, których nazwy wywodzą się od tego drzewa - "von olsza = Erle (alnus)" zalicza ją swoim dziele o nazwach miejscowych na Śląsku wydanym w 1888 roku we Wrocławiu Heinrich Adamy. Jako wcześniejszą od niemieckiej wymienia on polską nazwę Oleśnica podając jej znaczenie "Erlenbach" - "Olchowy strumień" w nawiązaniu do rzeki Oleśniczanki, która łączy się z prawym dopływem Odry - rzeką Widawą.
Niemcy zgermanizowali nazwę na Oels dodając do niej słowo "klein - mały". Miejscowość nazywana była - Klein Oels (pol. Mała Oleśnica), w odróżnieniu od znajdującego się na Dolnym Śląsku miasta - Oleśnicy.

## Szlaki turystyczne
- Szlak dookoła Wrocławia im. doktora Bronisława Turonia[6]